# Sonthofen
Sonthofen is een gemeente in de Duitse deelstaat Beieren. Het is de kreisstadt van het Landkreis Oberallgäu. De stad telt 21.517 inwoners. Een naburige stad is Immenstadt im Allgäu.
In Sonthofen is kazerne Generaloberst-Beck, gebouwd voor Adolf Hitler in 1935.
In de Tweede Wereldoorlog heeft de plaats zwaar geleden, waarbij onder andere de katholieke kerk beschadigd werd.

## Geboren
- Herbert Knaup (1956), acteur
- Michael Endres (1961), pianist
- Dieter Kindlmann (1982), tennisser

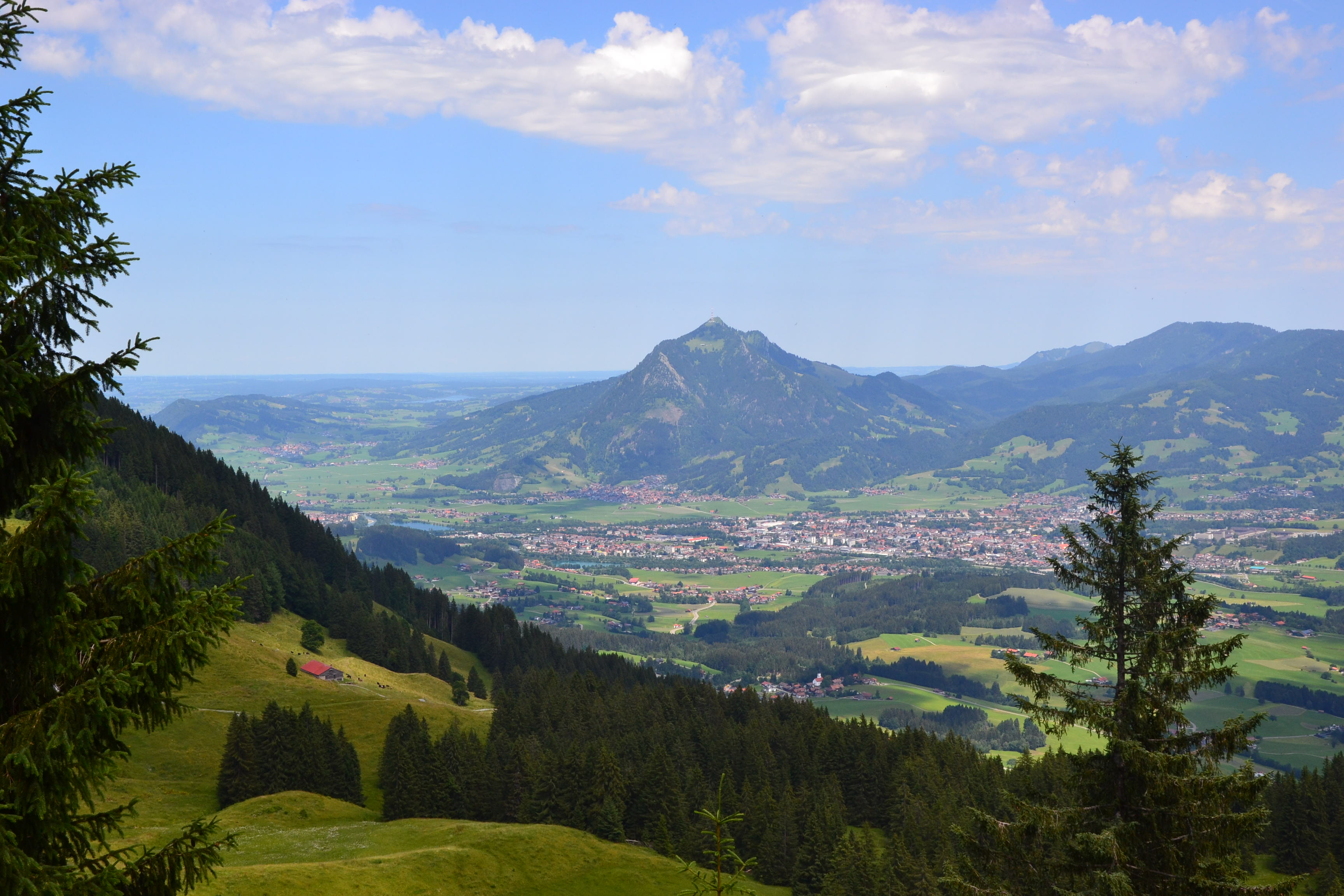
Gezicht op Sonthofen

- Selina Jörg (1988), snowboardster

Altusried · Bad Hindelang · Balderschwang · Betzigau · Blaichach · Bolsterlang · Buchenberg · Burgberg i.Allgäu · Dietmannsried · Durach · Fischen i. Allgäu · Haldenwang · Immenstadt i. Allgäu · Lauben · Missen-Wilhams · Obermaiselstein · Oberstaufen · Oberstdorf · Ofterschwang · Oy-Mittelberg · Rettenberg · Sonthofen · Sulzberg · Waltenhofen · Weitnau · Wertach · Wiggensbach · Wildpoldsried